# Juliana de Castro
Juliana Valongo de Castro, detta Lia (Rio de Janeiro, 30 giugno 1985), è una pallavolista brasiliana.
Gioca nel ruolo di opposto nel Suhl.

## Carriera
La carriera di Juliana de Castro inizia nel Grajaú Tênis Clube nel 2003. Un anno dopo esordisce in Superliga col Clube de Regatas do Flamengo. Nelle successive tre stagioni gioca con l'Esporte Clube União Suzano, il Minas Těnis Clube e il Brusque.
Nel 2008 esordisce in nazionale, vincendo la Coppa panamericana. Sempre nello stesso anno viene ingaggiata dall'Associação Desportiva Classista Finasa di Osasco, con cui vince Coppa del Brasile, Campionato Paulista e Salonpas Cup. Un anno dopo vince la Final Four Cup e va a giocare nell'Esporte Clube Pinheiros, con cui vince altre due edizioni del Campionato Paulista.
La stagione 2011-12 viene ingaggiata dal São Bernardo; la stagione successiva passa al Minas Tênis Clube. Nella stagione 2013-14 viene acquistata all'Osasco Voleibol Clube, con cui vince il Campionato Paulista e la coppa nazionale.
Dopo essere tornata nel Minas Tênis Clube per il campionato 2014-15, approda al São Caetano nel campionato seguente, mentre, poco dopo l'inizio della stagione 2016-17, si accasa al Suhl, nella 1. Bundesliga tedesca.

## Palmarès

### Club
- Coppa del Brasile: 2

2008, 2014
- Campionato Paulista: 4

2008, 2009, 2010, 2013
- Salonpas Cup: 1

2008

### Nazionale (competizioni minori)
- Coppa panamericana 2008
- Final Four Cup 2009